# Bainite

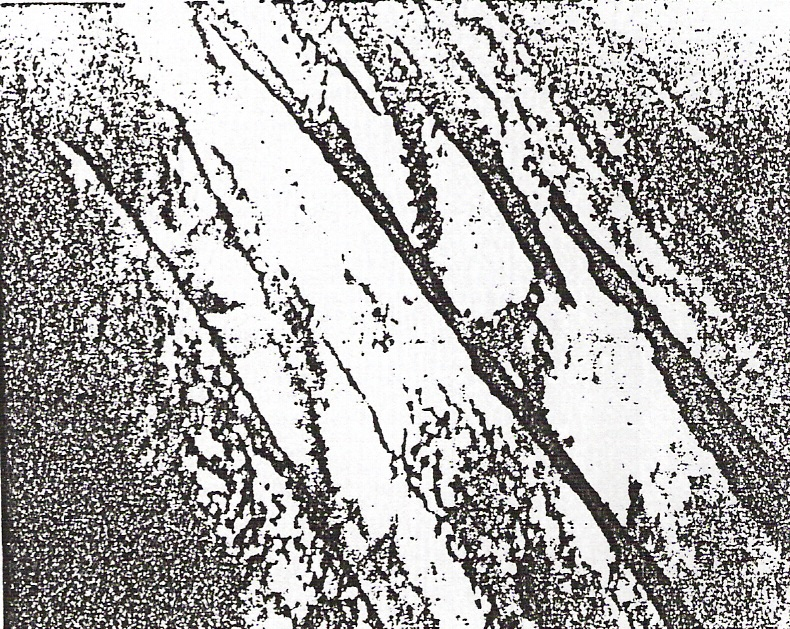
Structure de la bainite par micrographie électronique à réplique.

La bainite est le nom d'une microstructure de l'acier découverte en 1930 par E. S. Davenport et Edgar Bain lors de leurs études de la décomposition isotherme de l'austénite.
Ce constituant se présente sous la forme d'un agrégat de plaquettes (ou lattes) de ferrite et de particules de cémentite. Il se forme lorsque le refroidissement de l'acier est trop rapide pour obtenir la formation de perlite mais trop lent pour obtenir la formation de martensite. C'est un constituant qui présente les mêmes phases que la perlite (la ferrite et la cémentite), mais possède une structure particulièrement fine, souvent en aiguilles, ce qui lui confère de bonnes propriétés mécaniques. La bainite est dure ce qui la rend très difficile à usiner.

## Types
La bainite peut se présenter sous deux formes suivant la température à laquelle elle est formée.

### Bainite supérieure
La bainite supérieure présente une structure sous forme de fines plaquettes de ferrite d'une épaisseur de 0,2 micromètre et d'une dizaine de micromètres de longueur qui croissent en paquets appelés lames. Dans chacune de ces lames, les plaquettes sont parallèles et ont la même orientation cristallographique, chacune ayant un plan cristallographique bien défini. Une plaquette d'une lame est souvent appelée sous-unité de bainite. Elles sont séparées par des joints de grain à faible désorientation ou par des particules de cémentite. 

### Bainite inférieure
La bainite inférieure se forme juste au-dessus de Ms (martensite Start). Les lattes sont plus fines et les carbures sont dispersés dans les lattes. 

## Transformation bainitique
Elle se forme dans les aciers au cours de transformations isothermes à des températures inférieures à celles qui correspondent au domaine perlitique. Sa formation fait intervenir une diffusion à courte distance. On admet généralement que la germination de la bainite débute par la ferrite ; cette ferrite se formerait par un cisaillement du réseau de l'austénite accompagné d'une diffusion à courte distance permettant une redistribution du carbone. 

## Utilisation des aciers bainitiques
Les aciers bainitiques sont particulièrement bien adaptés au marché des aciers d'une limite d'élasticité inférieure à 1 GPa et contenant moins de 2 % en poids d'éléments d'alliage.